# Mario Genta
Mario Genta (Torino, 1º marzo 1912 – Genova, 9 gennaio 1993) è stato un calciatore e allenatore di calcio italiano, campione del mondo con la Nazionale italiana nel 1938.

## Carriera

### Club
Iniziò la carriera agonistica nella Juventus, sodalizio con cui, grazie ad un'unica presenza il 18 giugno 1933, nella sconfitta esterna per 3-2 contro il Genova 1893, si aggiudicò lo scudetto nella stagione 1932-1933.
Successivamente passò al Pavia e nel 1935 al Genova 1893.
Con i rossoblù esordì il 22 settembre 1935 nella sconfitta esterna per 4-1 contro il Bologna. Nella sua militanza con i liguri vinse la Coppa Italia 1936-1937.
Genta era nella rosa della squadra rossoblù che partecipò alla Coppa Città di Genova, che nei primi mesi del 1945 sostituì il normale campionato a causa degli eventi bellici che sconvolgevano l'Europa in quel periodo. La competizione fu vinta dai rossoblù, che sorpassarono all'ultima giornata i rivali del Liguria; a Genta e a ciascun vincitore della competizione furono date in premio 20.000 lire dal futuro presidente rossoblù Antonio Lorenzo.
Dopo la seconda guerra mondiale indossò le maglie del Prato, club in cui rivestì nel suo primo anno di militanza anche l'incarico di allenatore e infine dell'Entella, anche qui con il medesimo duplice ruolo.

### Nazionale
Tra i convocati per il Campionato mondiale di calcio 1938, si laureò Campione del mondo pur senza disputare alcuna partita nel torneo. In carriera registrò due presenze complessive in Nazionale, entrambe nel 1939 contro la Germania.

### Allenatore
Dopo il ritiro dall'attività agonistica, è stato in seguito apprezzato allenatore di numerose squadre, tra cui Siena, Parma, Grosseto, Frosinone, Modena, Torres, Sestri Levante ed Entella, quest'ultima in quattro diverse occasioni.

## Statistiche

### Cronologia presenze e reti in nazionale
| Cronologia completa delle presenze e delle reti in nazionale ― Italia | Cronologia completa delle presenze e delle reti in nazionale ― Italia | Cronologia completa delle presenze e delle reti in nazionale ― Italia | Cronologia completa delle presenze e delle reti in nazionale ― Italia | Cronologia completa delle presenze e delle reti in nazionale ― Italia | Cronologia completa delle presenze e delle reti in nazionale ― Italia | Cronologia completa delle presenze e delle reti in nazionale ― Italia | Cronologia completa delle presenze e delle reti in nazionale ― Italia |
| Data                                                                  | Città                                                                 | In casa                                                               | Risultato                                                             | Ospiti                                                                | Competizione                                                          | Reti                                                                  | Note                                                                  |
| --------------------------------------------------------------------- | --------------------------------------------------------------------- | --------------------------------------------------------------------- | --------------------------------------------------------------------- | --------------------------------------------------------------------- | --------------------------------------------------------------------- | --------------------------------------------------------------------- | --------------------------------------------------------------------- |
| 26-3-1939                                                             | Firenze                                                               | Italia                                                                | 3 – 2                                                                 | Germania                                                              | Amichevole                                                            | -                                                                     |                                                                       |
| 26-11-1939                                                            | Berlino                                                               | Germania                                                              | 5 – 2                                                                 | Italia                                                                | Amichevole                                                            | -                                                                     |                                                                       |
| Totale                                                                |                                                                       | Presenze                                                              | 2                                                                     |                                                                       | Reti                                                                  | -                                                                     |                                                                       |

## Palmarès

### Giocatore

#### Club
- Campionato italiano: 1

Juventus: 1932-1933
- Coppa Italia: 1

Genova 1893: 1936-1937
- Coppa Città di Genova: 1

Genova 1893: 1945
- Serie C: 1

Prato: 1948-1949

#### Nazionale
- Campionato mondiale: 1

Francia 1938

### Allenatore

#### Competizioni nazionali
- Serie D: 2

Entella: 1959-1960
Grosseto: 1972-1973